# Fiat G.56
Il Fiat G.56 era un aereo da caccia ad ala bassa a sbalzo realizzato dalla Fiat, progettato dall'ing. Giuseppe Gabrielli e derivato dal precedente Fiat G.55 Centauro.

## Storia
La nascita del G.56 è direttamente connessa alla realizzazione, decisa dallo Stato Maggiore della Regia Aeronautica da un bando del 1942, di una nuova serie di caccia denominata "serie 5". Nel contempo vennero avviati rapporti di collaborazione più stretti con il Reichsluftfahrtministerium che portarono i progettisti italiani ad acquisire una serie di importanti informazioni tecniche. Gli sviluppi di tale collaborazione permisero la possibilità di usufruire dei motori tedeschi Daimler-Benz serie DB, inizialmente come fornitura dall'alleato tedesco e poi come produzione nazionale su licenza. Grazie a tali disponibilità vennero realizzati i Macchi M.C.205, Reggiane Re.2005 e Fiat G.55.
Di questi tre ottimi modelli, finalmente al livello se non addirittura superiori come prestazioni ai corrispondenti caccia nemici, in una serie di valutazioni comparative emergeva proprio il Fiat come miglior equilibrio progettuale in quanto sposava una semplicità costruttiva maggiore, che si concretizzava in minore tempo di costruzione, mantenendo comunque prestazioni assolute al livello degli altri due.
A seguito di queste incoraggianti valutazioni si cercò di convincere l'RLM ad adottare il G.55 nei reparti della Luftwaffe ed è a questo fine che venne ipotizzato di realizzare una versione ancora più prestazionale adottando il più potente Daimler-Benz DB 603A da 1.750 CV (1287 kW).
Una volta resosi disponibile il propulsore, arrivato direttamente dalla Germania, l'ingegner Gabrielli invece di progettare in toto un nuovo velivolo, anche al fine di accorciare sensibilmente i tempi di realizzazione, preferì adattare con poche modifiche la già ottima cellula del G.55 al nuovo motore. Il Ministero richiese inizialmente la costruzione di due prototipi del nuovo modello realizzato che assunse la denominazione di Fiat G.56, ai quali vennero applicate le matricole militari MM.536 e MM.537.
Le differenze nell'aspetto erano minime, conservando le dimensioni del precedente G.55 eccetto la lunghezza imposta dagli ingombri del DB 603, ma sostanziali in fatto di armamento. Al contrario del suo predecessore infatti si era riusciti a ricavare lo spazio per poter utilizzare, analogamente al Messerschmitt Bf 109F, la MG 151/20 da 20 mm nel mozzo dell'elica, eliminando però le due mitragliatrici sul cofano, mantenendo le due MG 151/20 nelle ali. Questo rese ancora più aerodinamico il muso che contribuì, nelle prove di volo effettuate, a raggiungere la velocità in volo orizzontale di 685 km/h, e che gli vale il titolo di più veloce aereo a pistoni mai costruito in Italia, dopo il Macchi-Castoldi M.C.72.
Curiosa la particolarità che il G.56 MM.536 venne dipinto con la livrea dotata delle insegne tedesche della Luftwaffe, come documentato dalle foto effettuate durante le prove di volo effettuate dal comandante Valentino Cus.
Il primo esemplare venne distrutto a seguito dei bombardamenti alleati dell'aprile 1944 e seppur si continuò a sviluppare il secondo prototipo, il MM.536, l'Oberkommando der Luftwaffe impose la sospensione del progetto.
La carriera operativa del G.56 finì ingloriosamente nei primi anni successivi alla fine della seconda guerra mondiale nella funzione di banco prova volante dei motori, alcuni dei quali equipaggiavano qualche anno prima i caccia alleati nemici, per le future forniture della rifondata Aeronautica Militare, e che scaturirono nella realizzazione del Fiat G.59 dotato di motorizzazione Rolls-Royce Merlin.